# Вальтер, Фриц (футболист, 1920)
Фри́дрих Ва́льтер (нем. Friedrich Walter; 31 октября 1920 — 17 июня 2002), более известный как Фриц Ва́льтер (нем. Fritz Walter) — немецкий футболист. Капитан сборной ФРГ на победном чемпионате мира 1954 года, когда в финале Германия сенсационно обыграла «Золотую команду» Венгрии.

## Биография

### Ранние годы и война
Фриц Вальтер родился в Кайзерслаутерне в 1920 году. Он имел двух сестер (Гизела и Соня) и двух братьев (Людвиг и Оттмар). Фриц уже в возрасте 8 лет поступил в детско-юношескую школу футбольной команды города. Оба его брата также играли в футбольной команде Кайзерслаутерна. В 1938 году, в 17 лет, он дебютировал за главную команду, а в 1940 году состоялся и его дебют за сборную страны, когда в матче против сборной Румынии он забил 3 мяча.
В 1942 году он был призван в немецкую армию рядовым солдатом. Ближе к концу войны Вальтер попал в плен, содержался в концлагере на территории Венгрии, где он в основном играл в футбол с венгерскими и словацкими охранниками. Об этом упоминается в книге советского писателя Вадима Бойко «…И если на Земле есть Ад…», который несколько раз встречался с ним в концлагере. По одной из версии, от перевода в Сибирь, а, возможно, и от расстрела его спасли показания одного из венгров, который видел игру Вальтера за сборную Германии. Он сказал, что Фриц — не немец, а австриец, попавший под действие Аншлюса.

Сам Вальтер в своей книге "Матчи, которые я никогда не забуду" вспоминал:

Мы стояли у кромки поля и наблюдали, как охрана играет в футбол. В какой-то момент мяч отлетел в мою сторону, я машинально отбил его — получился классный пас на ход, форвард вышел на ворота и забил. Играющие жестами предложили мне присоединиться к ним...

По другим данным, в конце войны Вальтер попал в советский лагерь для военнопленных на территории Румынии. И его спас русский комендант лагеря – майор Жуков. Имя своего спасителя Вальтер запомнил на всю жизнь и в зените славы пытался навести о Жукове справки.
«Русский комендант оказался футбольным болельщиком и несколько эшелонов с этой пересылки ушли без меня. Когда он узнал, что Кайзерслаутерн во французской зоне оккупации, то выдал документы мне и моему брату Людвигу и с французской миссией Красного Креста отпустил домой».

### Возвращение в футбол и большие победы
После возвращения в Германию, Фриц Вальтер становится капитаном в сборной ФРГ и в своём родном клубе «Кайзерслаутерн», который Фриц вместе с партнёрами привёл к чемпионству в 1951 и 1953 годах. На чемпионат мира 1950 года сборная ФРГ не поехала, поскольку подпадала под действие международных санкций, а уже в 1954 году Западная Германия становится чемпионом мира по футболу.
Явным фаворитом на том турнире была знаменитая «Золотая команда» Венгрии, общепризнанно сильнейшая сборная мира на тот момент. Единственной командой, которая могла бы оказать сопротивление мадьярам, признавался действующий чемпион мира, Уругвай. Но после того, как венгры обыграли в трудном полуфинальном матче Уругвай, финальную игру против ФРГ многие расценили как формальность. Тем более, что на предварительной стадии Венгрия легко разгромила этого же соперника. Но в результате чемпионом мира стала сборная ФРГ, лидером и капитаном которой был именно Фриц Вальтер.
Существует несколько объяснений причин поражения Венгрии. Это и травма их лидера, Ференца Пушкаша, от которой он не до конца оправился, выйдя в финальном матче в стартовом составе. Во-вторых, матч проходил в сырую погоду, а в Германии до сих пор такие условия применительно к футбольным матчам называют «погодой Фрица Вальтера». Дело в том, что из советских лагерей капитан сборной вернулся больным малярией и чаще всего показывал свою лучшую игру, когда не было яркого солнца, а ещё лучше — в дождливую, сырую, прохладную погоду. Но главное, в чём сходятся все специалисты — это сила спортивного духа германских футболистов, которые продолжали бороться даже при счёте 0:2 не в их пользу. В результате, матч был выигран 3:2, и это в какой-то мере способствовало объединению униженной и разрушенной страны, осознающей ошибки прошлого и стремящейся побеждать теперь на мирной, например, спортивной, арене. Вместе с Фрицем чемпионом мира в 1954 году стал и его младший брат Оттмар Вальтер, забивший на турнире 4 мяча.
По иронии судьбы, в тот вечер Вальтер стал причастен к величайшему спортивному горю всей Венгрии за всю её историю. Однако, он не забывал про помощь солдата и, когда в 1956 году в Венгрии было подавлено восстание, он оказал многим венграм материальную помощь.
Последним матчем для Фрица в составе сборной ФРГ стал поединок полуфинала чемпионата мира 1958 года против Швеции, в котором он получил тяжёлую травму. От неё он так до конца и не оправился и завершил карьеру футболиста год спустя, в возрасте 39 лет.
За время игровой карьеры Фрица часто звали более богатые клубы Германии и зарубежных стран, но он не покидал родного города. Во многом этому способствовала жена Фрица, Италия Вальтер, итальянка по национальности. Она желала, чтобы муж больше времени уделял домашней обстановке, а переезды в другие города и страны могли бы помешать этому. У Фрица и Италии детей не было.

### После окончания карьеры футболиста
В 1985 году домашний стадион «Кайзерслаутерна» «Бетценберг» был переименован в стадион имени Фрица Вальтера, в честь «Легенды Берна».

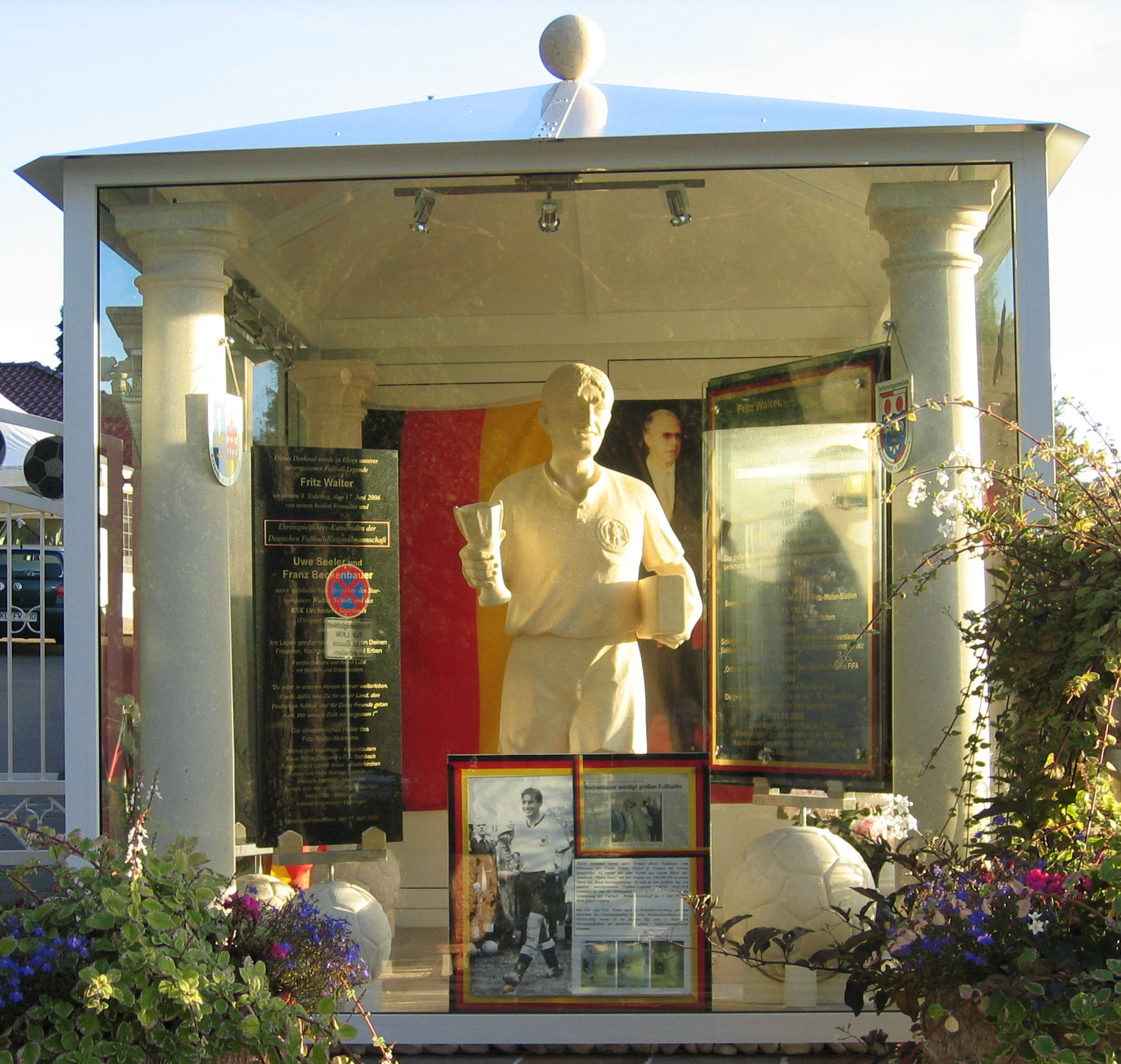
Памятник Фрицу Вальтеру возле его дома в предместье Кайзерслаутерна

 Фриц мечтал увидеть матч чемпионата мира в родном Кайзерслаутерне, ведь уже было известно, что ЧМ-2006 пройдёт в Германии, но этому помешала смерть спортсмена 17 июня 2002 года. Впрочем, желание Фрица Вальтера сбылось и матч групповой стадии ЧМ-2006 между сборными Италии и США, прошедший в Кайзерслаутерне, начался с минуты молчания.
В 2003 году, в опросе, приуроченном к 50-летию УЕФА, именно Вальтер занял первое место в Германии, опередив таких звёзд, как Франц Беккенбауэр и Герд Мюллер. Фриц Вальтер входит в клуб четырёх почётных капитанов сборной Германии, вместе с Уве Зеелером, Беккенбауэром и Лотаром Маттеусом.

## Достижения

### Командные
- Чемпион мира: 1954
- Чемпион ФРГ (2): 1951, 1953

### Личные
- Обладатель «Бронзового мяча» чемпионата мира: 1954
- Включён в символическую сборную чемпионата мира: 1954
- Лучший футболист Германии за период 1954—2003 годов (юбилейный приз к 50-летию УЕФА)
- Лучший бомбардир в истории «Кайзерслаутерна»: 480 голов

## Статистика выступлений
| Клуб             | Сезон            | Лига | Лига | Чемпионат ФРГ | Чемпионат ФРГ | Кубок ФРГ | Кубок ФРГ | Итого | Итого |
| Клуб             | Сезон            | Игры | Голы | Игры          | Голы          | Игры      | Голы      | Игры  | Голы  |
| ---------------- | ---------------- | ---- | ---- | ------------- | ------------- | --------- | --------- | ----- | ----- |
| Кайзерслаутерн   | 1938/39          | 17   | 61   | 2             | 5             | 3         | 5         | 22    | 71    |
| Кайзерслаутерн   | 1939/40          | 15   | 30   | 0             | 0             | 1         | 1         | 16    | 31    |
| Кайзерслаутерн   | 1940/41          | 12   | 16   | 0             | 0             | 4         | 19        | 16    | 35    |
| Кайзерслаутерн   | 1941/42          | 14   | 39   | 2             | 5             | 1         | 8         | 17    | 52    |
| Кайзерслаутерн   | 1942/43          | 3    | 1    | 0             | 0             | 0         | 0         | 3     | 1     |
| Кайзерслаутерн   | 1945/46          | 14   | 16   | 0             | 0             | -         | -         | 14    | 16    |
| Кайзерслаутерн   | 1946/47          | 14   | 22   | 0             | 0             | -         | -         | 14    | 22    |
| Кайзерслаутерн   | 1947/48          | 24   | 31   | 3             | 1             | -         | -         | 27    | 32    |
| Кайзерслаутерн   | 1948/49          | 22   | 30   | 5             | 0             | -         | -         | 27    | 30    |
| Кайзерслаутерн   | 1949/50          | 26   | 34   | 3             | 3             | -         | -         | 29    | 37    |
| Кайзерслаутерн   | 1950/51          | 19   | 5    | 7             | 1             | -         | -         | 26    | 6     |
| Кайзерслаутерн   | 1951/52          | 27   | 19   | 0             | 0             | -         | -         | 27    | 19    |
| Кайзерслаутерн   | 1952/53          | 30   | 38   | 7             | 4             | 0         | 0         | 37    | 42    |
| Кайзерслаутерн   | 1953/54          | 29   | 20   | 3             | 2             | 1         | 0         | 33    | 22    |
| Кайзерслаутерн   | 1954/55          | 21   | 10   | 7             | 3             | 3         | 1         | 31    | 14    |
| Кайзерслаутерн   | 1955/56          | 25   | 16   | 6             | 1             | 0         | 0         | 31    | 17    |
| Кайзерслаутерн   | 1956/57          | 21   | 15   | 2             | 3             | 0         | 0         | 23    | 18    |
| Кайзерслаутерн   | 1957/58          | 26   | 5    | 2             | 0             | 0         | 0         | 28    | 5     |
| Кайзерслаутерн   | 1958/59          | 22   | 10   | 0             | 0             | 0         | 0         | 22    | 10    |
| Всего за карьеру | Всего за карьеру | 381  | 418  | 49            | 28            | 13        | 34        | 443   | 480   |